# Левесон-Гоуэр, Гренвиль, 1-й маркиз Стаффорд
Гре́нвиль Ле́весон-Го́уэр, 1-й марки́з Ста́ффорд (англ. Granville Leveson-Gower, 1st Marquess of Stafford; 4 августа 1721 — 26 октября 1803) — британский дворянин и политик из семьи Левесон-Гоуэр. Он был известен как вико́нт Тре́нтам с 1746 по 1754 год и граф Гоуэр с 1754 по 1786 год.

## Титулатура
2-й граф Гоуэр (с 25 декабря 1754 года), 2-й виконт Трентам, Стаффордшир (с 25 декабря 1754), 7-й баронет Гоуэр (с 25 декабря 1754), 3-й барон Гоуэр из Ститтенхема, Йоркшир (с 25 декабря 1754), 1-й маркиз Стаффорд (с 1 марта 1786 года).

## Происхождение
Родился 4 августа 1721 года. Третий сын Джона Левесона-Гоуэра, 1-го графа Гоуэра (1694—1754), и его супруги, леди Эвелин Пьерпонт (1691—1727). Его бабушкой и дедушкой по материнской линии были Эвелин Пиррепонт, 1-й герцог Кингстон-апон-Халл (1665—1726), и его первая жена леди Мэри Фейлдинг (1668—1697). Мэри была дочерью Уильяма Филдинга, 3-го графа Денби (1640—1685), и его жены Мэри Кинг (? — 1669). Его отец был видным политиком тори, который стал первым крупным тори, вошедшим в правительство после вступления на трон Георга I, присоединившись к администрации Джона Картерета, 2-го графа Гренвиля в 1742 году. Гоуэр получил образование в Вестминстерской школе и Крайст-черче (Оксфордский университет).

## Политическая и промышленно-инвестиционная карьера
Будущий маркиз Стаффорд был избран в парламент в 1744 году. Заседал в Палате общин Великобритании от Бишопс-Касла (1744—1747), Вестминстера (1747—1754) и Личфилда (1754). Со смертью своего старшего брата в 1746 году он стал известен под титулом виконта Трентама, пока не сменил своего отца на посту графа Гоуэра в 1754 году. Он построил более ранний Лиллешолл-холл, превратив дом XVII века, расположенный в деревне Лиллешолл, в загородную резиденцию примерно в конце 1750-х годов.
Гренвиль Левесон-Гоуэр был связан с фракцией Джона Рассела, герцога Бедфорда, который был его шурином, и как член этой фракции, называемой «группой Блумсбери», получил много правительственных постов. После смерти Бедфорда в 1771 году граф Гоуэр стал лидером группы, и как лорд-президент в администрации Фредерика Норта, лорда Норта, он был ключевым сторонником жёсткой политики по отношению к американским колонистам. Между 1775—1778 годами Стаффорд приступил к существенным переделкам своего дома в Трентам-Холле по проекту Генри Холланда.
К 1779 году граф Гоуэр ушёл из кабинета, разочарованный тем, что, по его мнению, Северная администрация неумело справилась с американской войной за независимость. А когда лорд Норт подал в отставку в марте 1782 года, к графу Гоуэру обратились с предложением сформировать министерство, но он отказался, а также отказался от последующих попыток лорда Шелберна и коалиции Фокса-Норта войти в правительство. Вместо этого он стал ключевой фигурой, приведшей к падению коалиции Фокса-Норта, и был вознаграждён постом лорда-председателя Совета в новой администрации Уильяма Питта Младшего. Хотя вскоре он сменил эту должность на должность лорда-хранителя тайной печати и постепенно начал уходить от государственных дел, он оставался кабинетным министром вплоть до своей отставки в 1794 году. В 1786 году он был назначен 1-м маркизом Стаффордом в награду за свои заслуги. Он был вторично назначен лордом-хранителем Малой печати 28 апреля 1784 года.
В 1799 году он (или денежный фонд его ближайшей родни) был оценён пятым среди самых богатых небольших семейных ячеек в Великобритании, владея 2,1 млн фунтов стерлингов (что эквивалентно 207 800 000 фунтов стерлингов в 2019 году), имея активы в земле, добыче полезных ископаемых и права на взимание платы за проезд по артериальным каналам, видимо, инвестировав в последние проекты, большая часть которых находится в Блэк-Кантри Стаффордшира.
Гренвиль Левесон-Гоуэр, 1-й маркиз Стаффорд, скончался в Трентам-Холле, Стаффордшир, 26 октября 1803 года в возрасте 82 лет. Он был последним живущим членом группы Блумсбери.

## Браки и дети
Маркиз Стаффорд был женат трижды. 23 декабря 1744 года он женился первым браком на Элизабет Фазакерли (? — 19 мая 1745), дочери политика Николаса Фазакерли, с приданым в 16 000 фунтов. Она умерла 19 мая 1745 года от оспы. Детей у них не было.
28 марта 1748 года Стаффорд вторично женился на леди Луизе Эгертон (30 апреля 1723 — 14 марта 1761), дочери Скрупа Эгертона, 1-го герцога Бриджуотера. Она умерла в 1761 году в возрасте 37 лет. Они были родителями четверых детей:
- Леди Луиза Левесон-Гоуэр (22 октября 1749 — 29 июля 1827). Она вышла замуж в 1777 году за сэра Арчибальда Макдональда, 1-го баронета (1747—1826).
- Леди Маргарет Кэролайн Левесон-Гоуэр (2 ноября 1753 — 27 января 1824). Она вышла замуж в 1770 году за Фредерика Говарда, 5-го графа Карлайла (1748—1825), и была матерью Джорджа Говарда, 6-го графа Карлайла (1773—1848).
- Джордж Левесон-Гоуэр, 1-й герцог Сазерленд (9 января 1758 — 19 июля 1833).
- Леди Анна Левесон-Гоуэр (22 февраля 1761 — 16 ноября 1832). Она вышла замуж в 1784 году за преосвященного достопочтенного Эдварда Венейблса-Вернона-Харкорта (1757—1847), архиепископа Йоркского.

23 мая 1768 года Стаффорд женился на леди Сюзанне Стюарт (1742 — 15 августа 1805), дочери Александра Стюарта, 6-го графа Галлоуэя (1694—1773). Они были родителями четверых детей:
- Леди Джорджиана Августа Левесон-Гоуэр (13 апреля 1769 — 24 марта 1806), супруга с 1797 года Уильяма Элиота, 2-го графа Сент-Джерманс (1767—1845).
- Леди Шарлотта София Левесон-Гоуэр (11 февраля 1771 — 12 августа 1854), супруга с 1791 года Генри Сомерсета, 6-го герцога Бофорта (1766—1835). Мать Генри Сомерсета, 7-го герцога Бофорта (1792—1853), и лорда Гренвиля Сомерсета (1792—1848).
- Леди Сюзанна Левесон-Гоуэр (сентябрь 1771 — 26 мая 1838), супруга с 1795 года Дадли Райдера, 1-го графа Харроуби (1762—1847).
- Гренвиль Левесон-Гоуэр, 1-й граф Гренвиль (12 октября 1773 — 8 января 1846). Супруга с 1809 года Гарриет Кавендиш (1785—1862), дочь Уильяма Кавендиша, 5-го герцога Девонширского и Джорджианы Спенсер.

Когда лорд Стаффорд скончался в возрасте 82 лет, его титулы унаследовал его старший сын Джордж Левесон-Гоуэр (1758—1833) от второго брака, который был пожалован титулом 1-го герцога Сандерленда в 1833 году. Сюзанна Стюарт, маркиза Стаффорд и последняя жена 1-го маркиза Стаффорда, скончалась в августе 1805 года.